# Bert Gerresheim

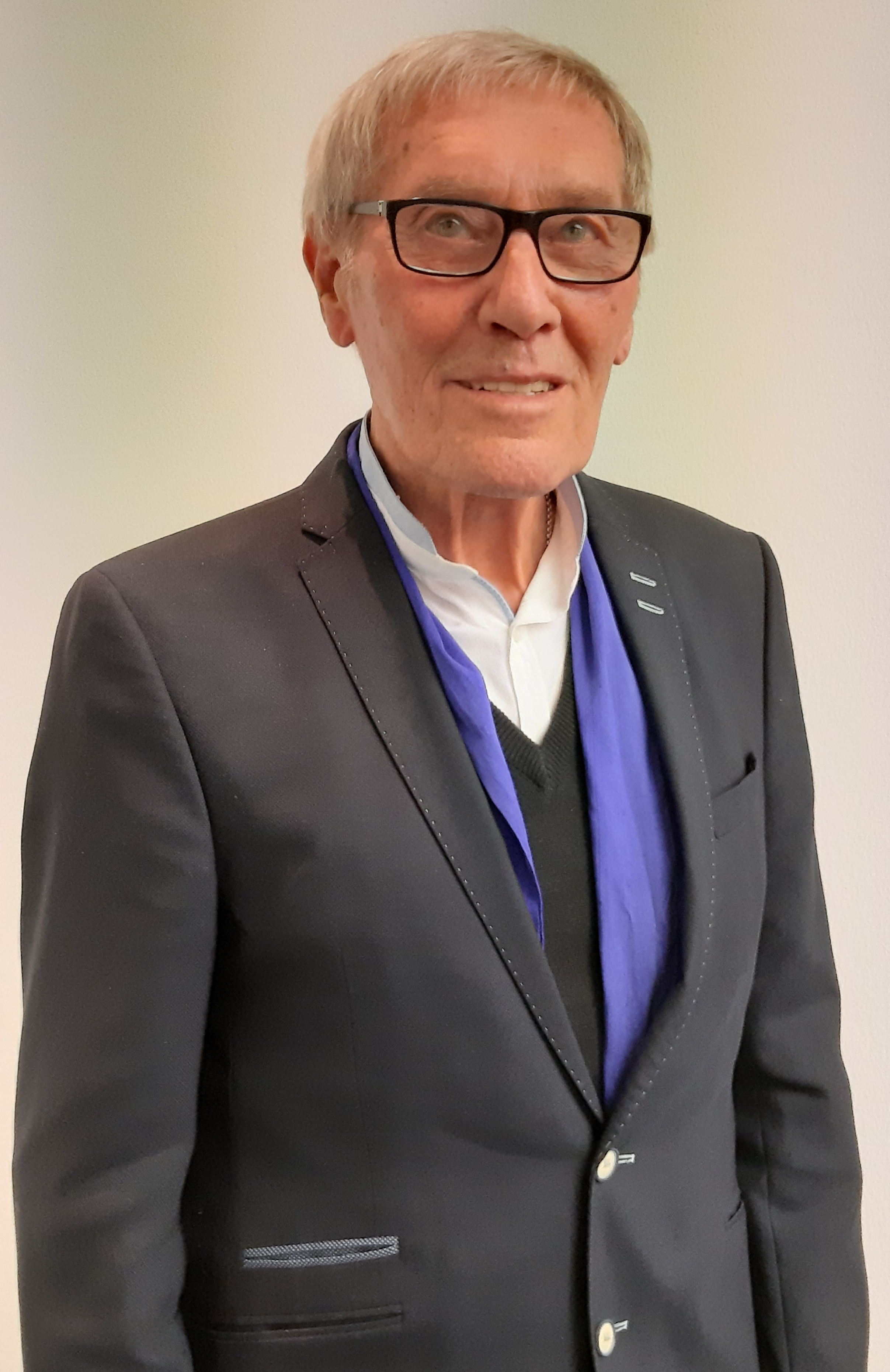
Bert Gerresheim (2019)

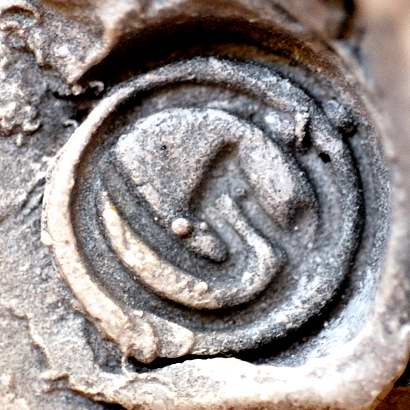
Bildhauerzeichen von Bert Gerresheim

Bert Gerresheim (* 8. Oktober 1935 in Düsseldorf; † 16. Juli 2025 ebenda) war ein deutscher Bildhauer, Grafiker und Pädagoge. Schwerpunkt seines künstlerischen Schaffens waren Plastiken aus Bronze. Der Künstler lebte und arbeitete in Düsseldorf.

## Leben
Bert Gerresheim wurde 1935 in Düsseldorf geboren. Von 1956 bis 1960 studierte er an der Düsseldorfer Kunstakademie bei Otto Pankok, zusammen mit Günther Uecker und Germán Becerra. Es folgten ab 1960 Studien der Kunstgeschichte, Klassische Archäologie und Germanistik an der Universität zu Köln. 1963 legte er das Staatsexamen für das künstlerische Lehramt ab. 1967 erhielt er ein einjähriges Stipendium der Villa Massimo in Rom. Seit 1974 hielt er sich immer wieder mehrere Monate in der Villa Romana in Florenz auf. Neben seinem künstlerischen Schaffen, welches bis 1970 überwiegend aus Zeichnungen bestand, war Bert Gerresheim bis 1990 als Studiendirektor am Düsseldorfer Lessing-Gymnasium als Deutsch- und Kunstlehrer tätig. Der Künstler war Mitglied im Verein der Düsseldorfer Künstler und seit 1976 Mitglied des weltlichen Franziskanerordens.

## Werk
Bis 1970 war Bert Gerresheim fast ausschließlich zeichnerisch tätig, dann wandte er sich zusätzlich der Bronzeplastik zu. Seit 1981 überwiegt die bildhauerische Tätigkeit, wohl nicht zuletzt die Folge seiner Erfolge mit dem Heine-Denkmal (1981 Schwanenmarkt, Düsseldorf) sowie dem „Kolbe-Kreuz“ (1982 Rochuskirche, Düsseldorf). Ursprünglich war das Schaffen Gerresheims an den Tachismus und den Surrealismus angelehnt und wirkte in seiner Vieldeutigkeit und Verwandlungsfähigkeit gesellschaftskritisch. Die Werke wurden in der Folge zunehmend realistischer, beeinflusst durch die Aufenthalte in Italien, in Anlehnung an Michelangelo, Bernini oder da Vinci. Die Figuren der Plastiken selbst erinnern im Stil an Auguste Rodin. Die Vieldeutigkeit und der Surrealismus aus früheren Perioden sind geblieben und werden oft durch eine Vexiertechnik erzeugt, die künstlerisch Risse, Brüche und Verschiebungen bildet und neue Betrachtungsweisen ermöglicht. Ebenso arbeitete Gerresheim einzelne Körperteile im Stil mittelalterlicher Armreliquiare, Gegenstände, von der christlichen Ikonografie bis zum profanen Alltag, in seine Werke ein, wie z. B. beim Kölner „Edith-Stein-Denkmal“ (1999) oder Düsseldorfer „Monument zur Stadterhebung“ (1988). Sowohl die Figuren als auch die Welt, in der sie sich befinden, wirken bei näherer Betrachtung oft zerrissen und leidend.

Werke im öffentlichen Raum
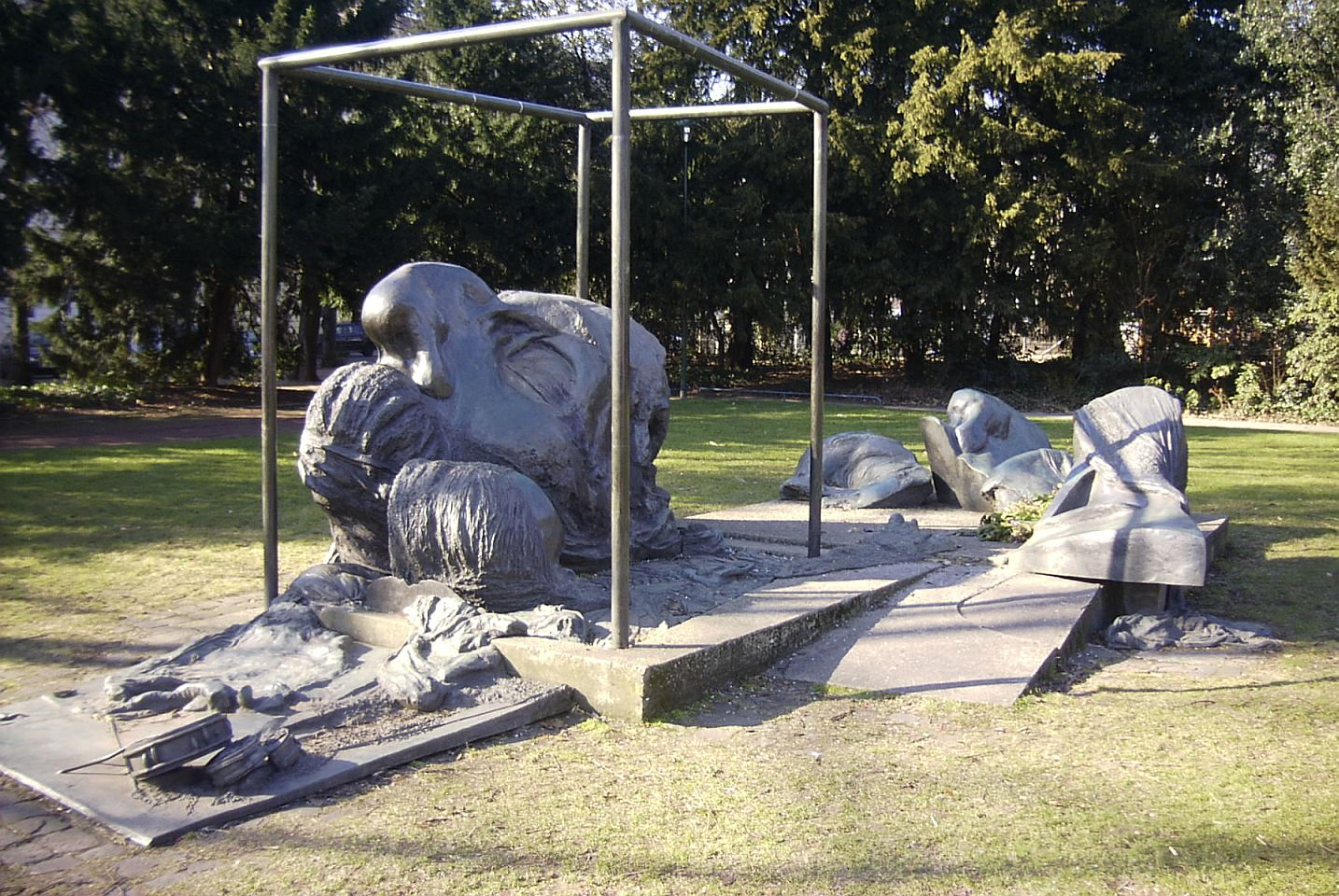
Heine-Monument, Düsseldorf 1981
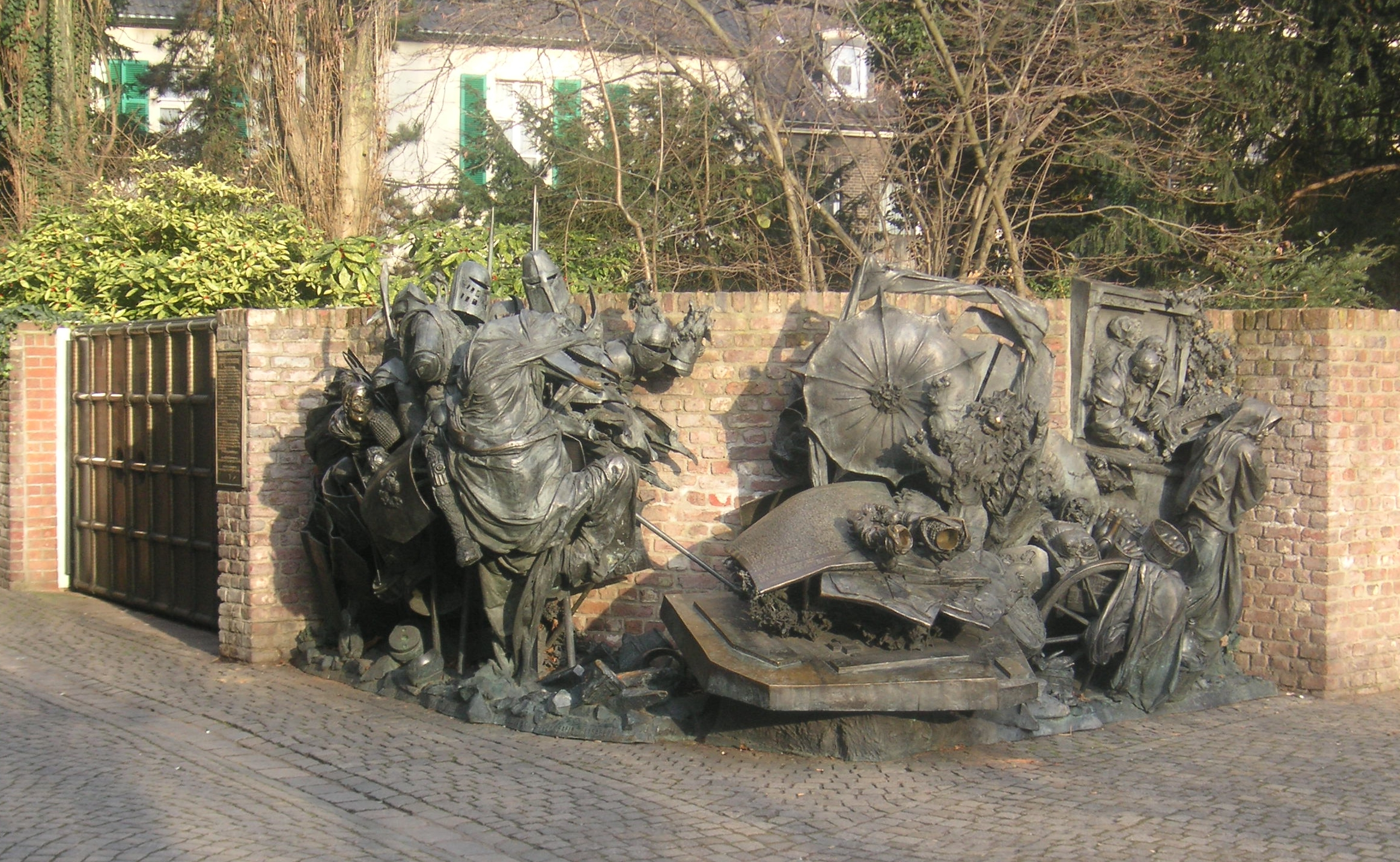
Stadterhebungsmonument in Düsseldorf, errichtet 1988 anlässlich der 700-Jahr-Feier
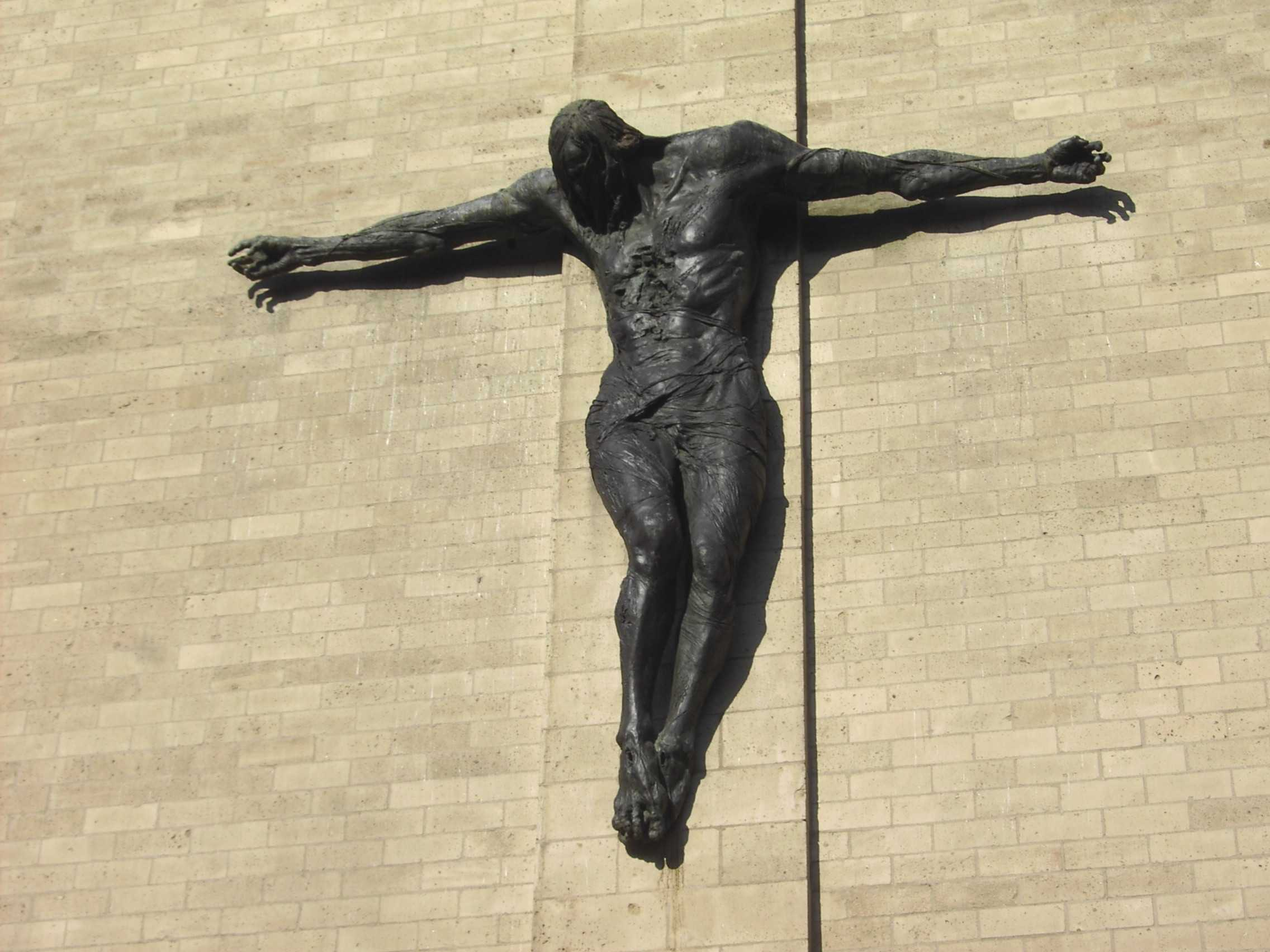
Christus („Kolbe-Kreuz“) 1982, Rochuskirche, Düsseldorf
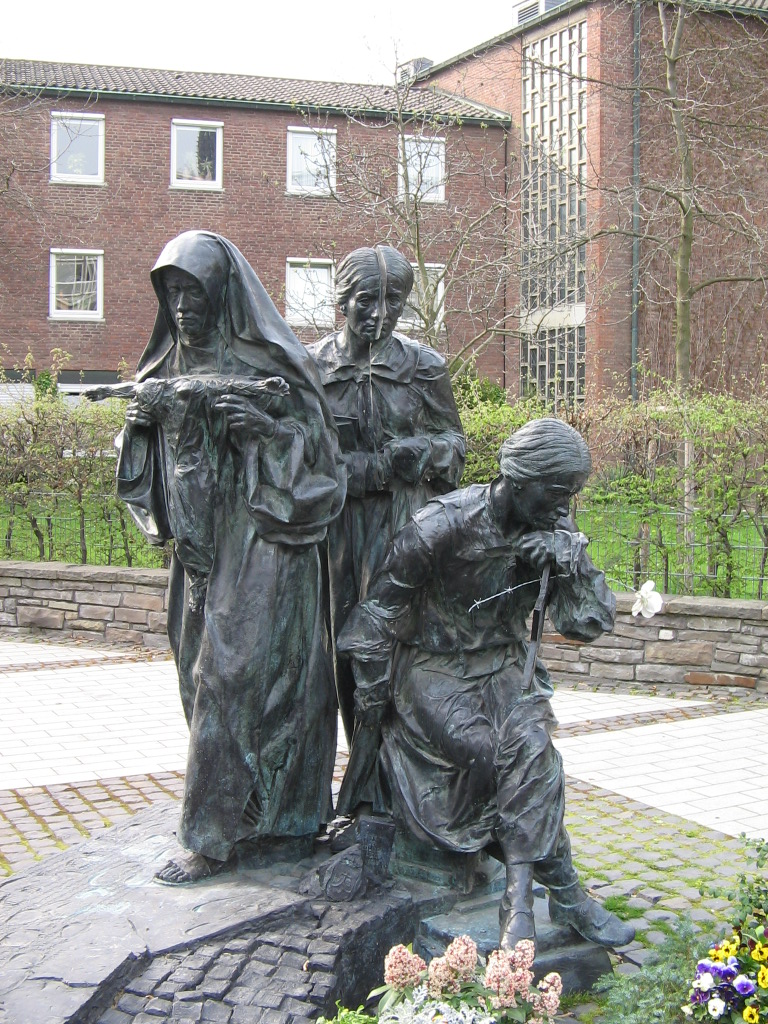
Edith-Stein-Denkmal, Köln 1999
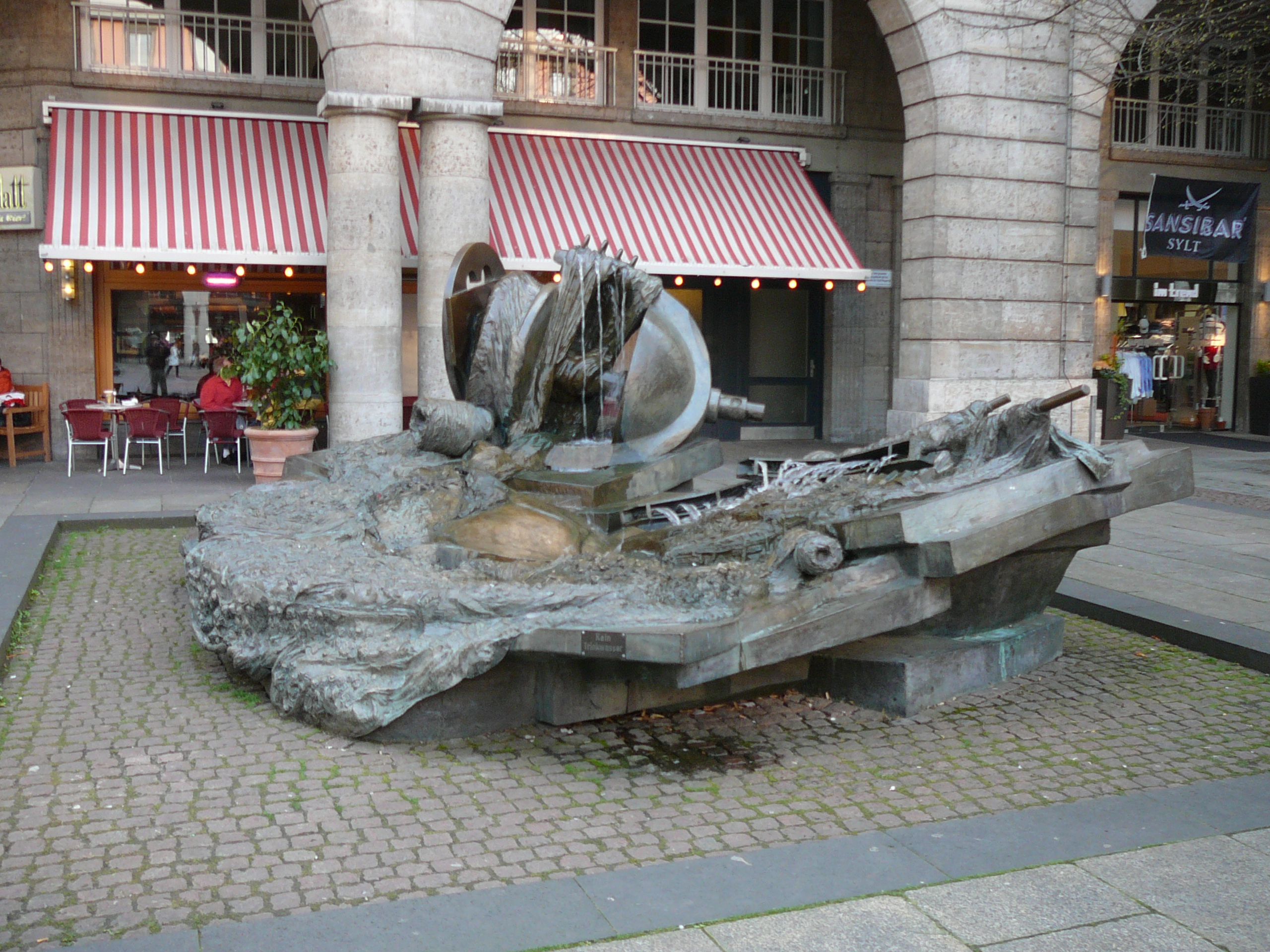
„Das Tal der Wupper“ auf dem Johannes-Rau-Platz in Wuppertal
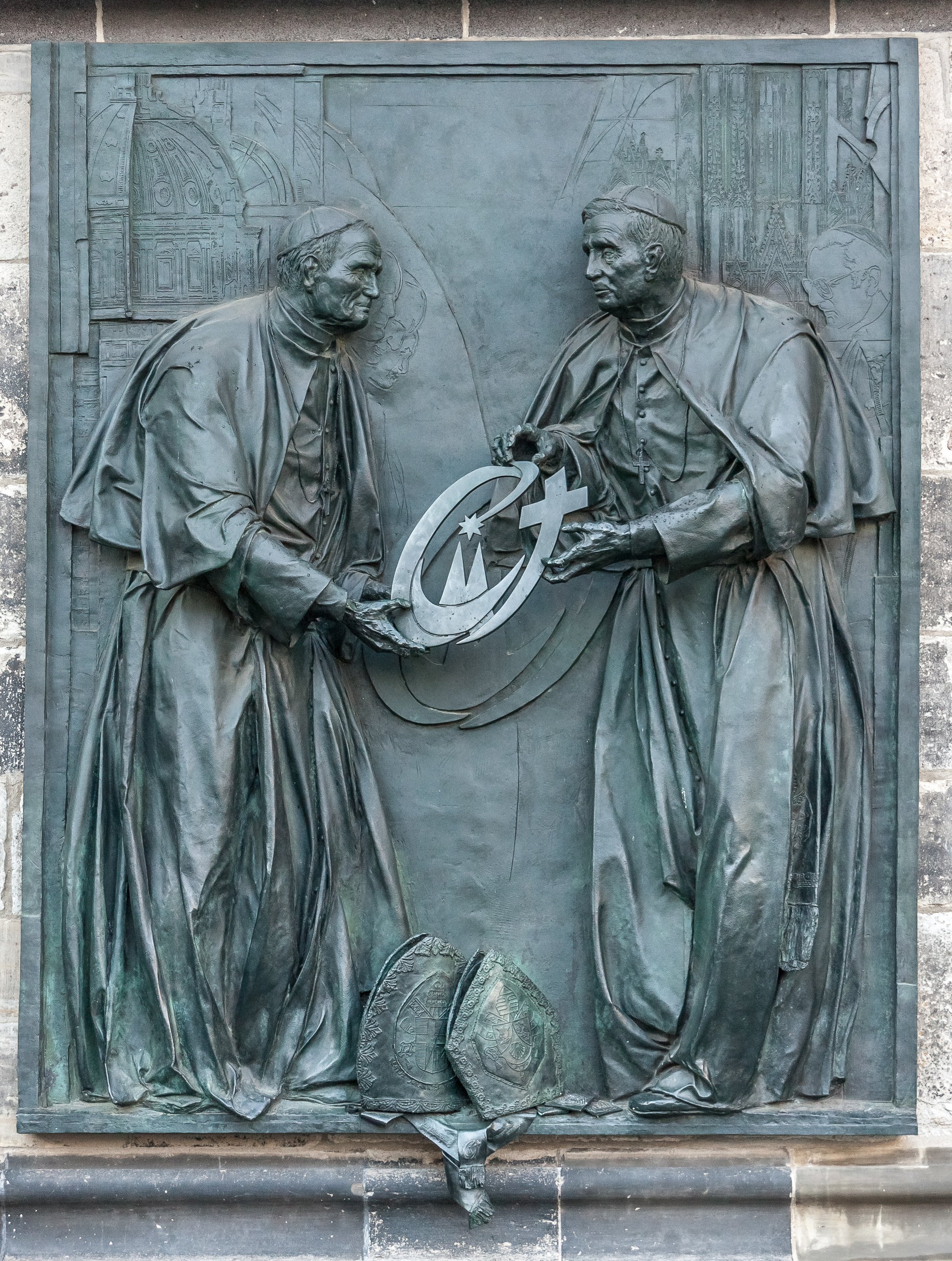
Gedenktafel zum XX. Weltjugendtag 2005 am Kölner Dom
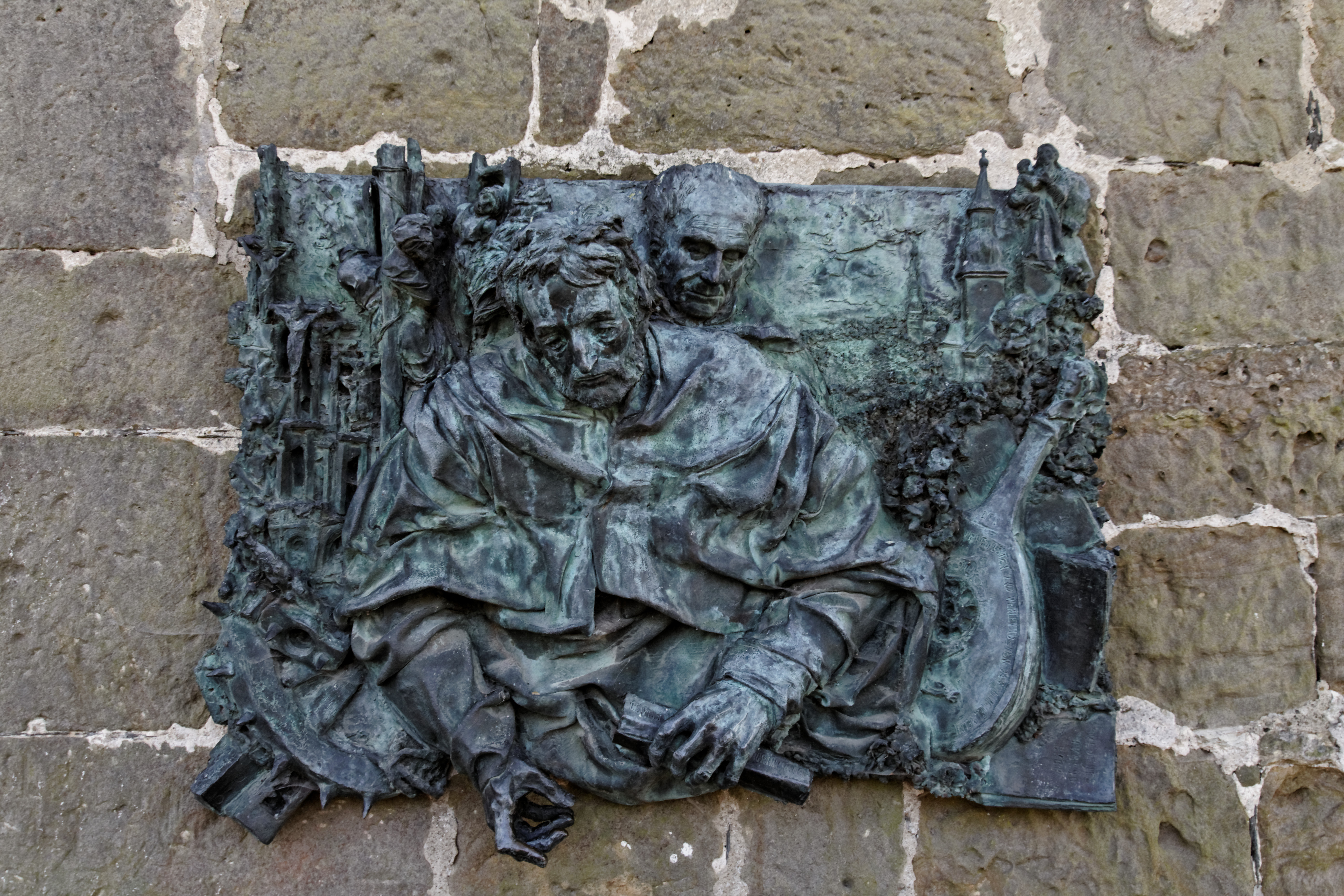
Friedrich von Spee, Hexenturm in Rüthen
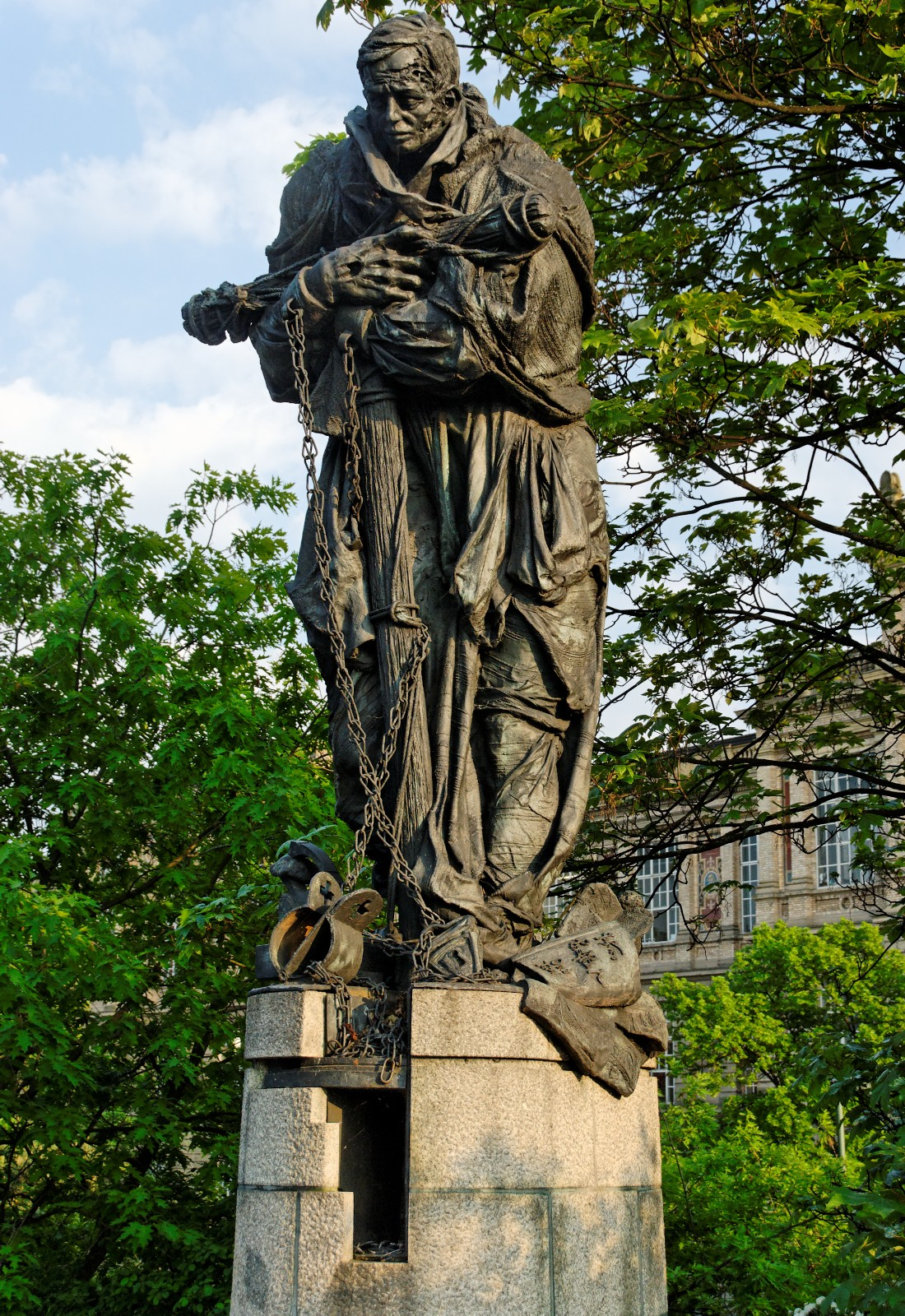
Der Brückenheilige Johannes von Nepomuk an der Oberkasseler Brücke in Düsseldorf trägt die Züge des polnischen Priesters Jerzy Popiełuszko.
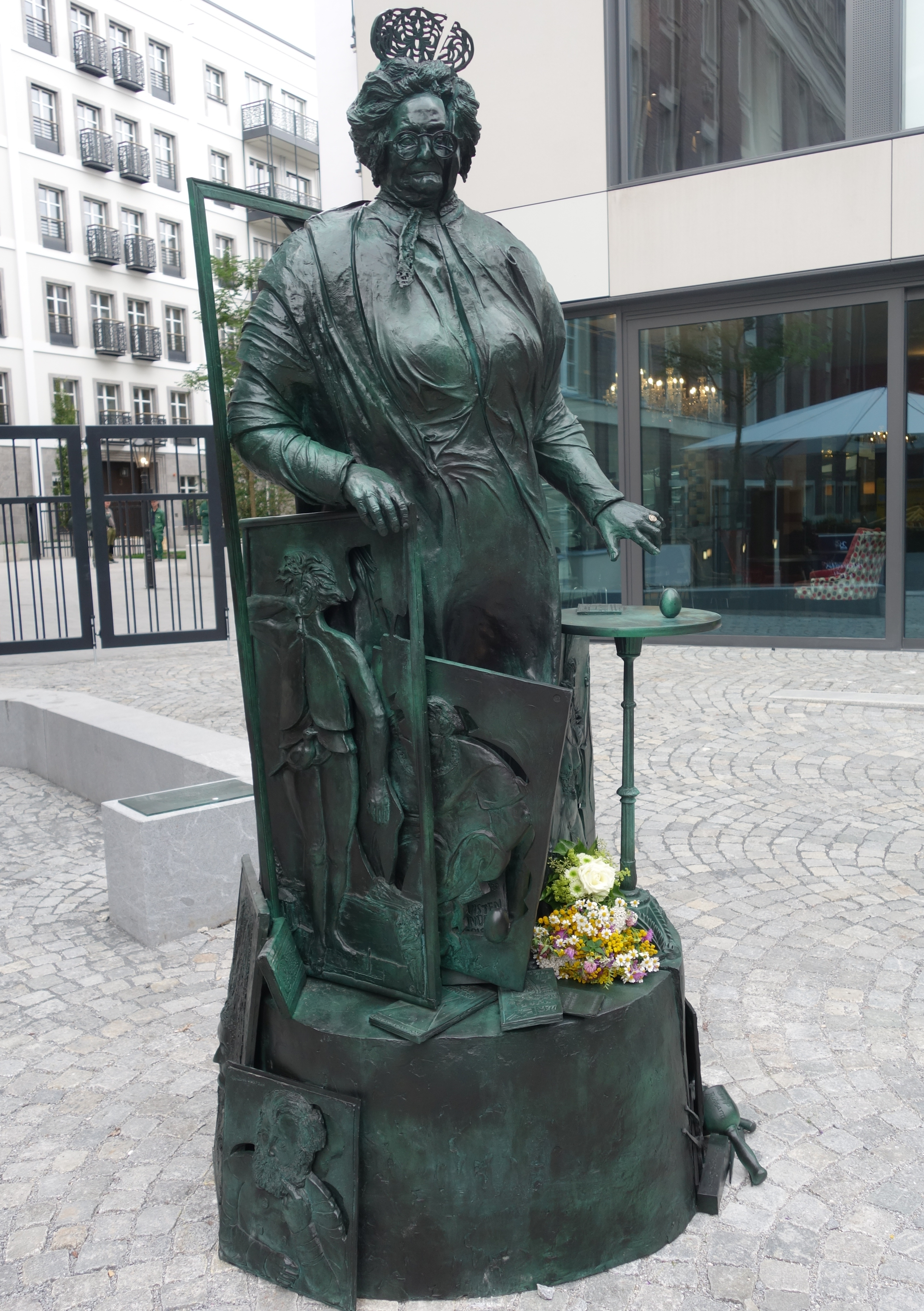
„Mutter Ey“ (2017)
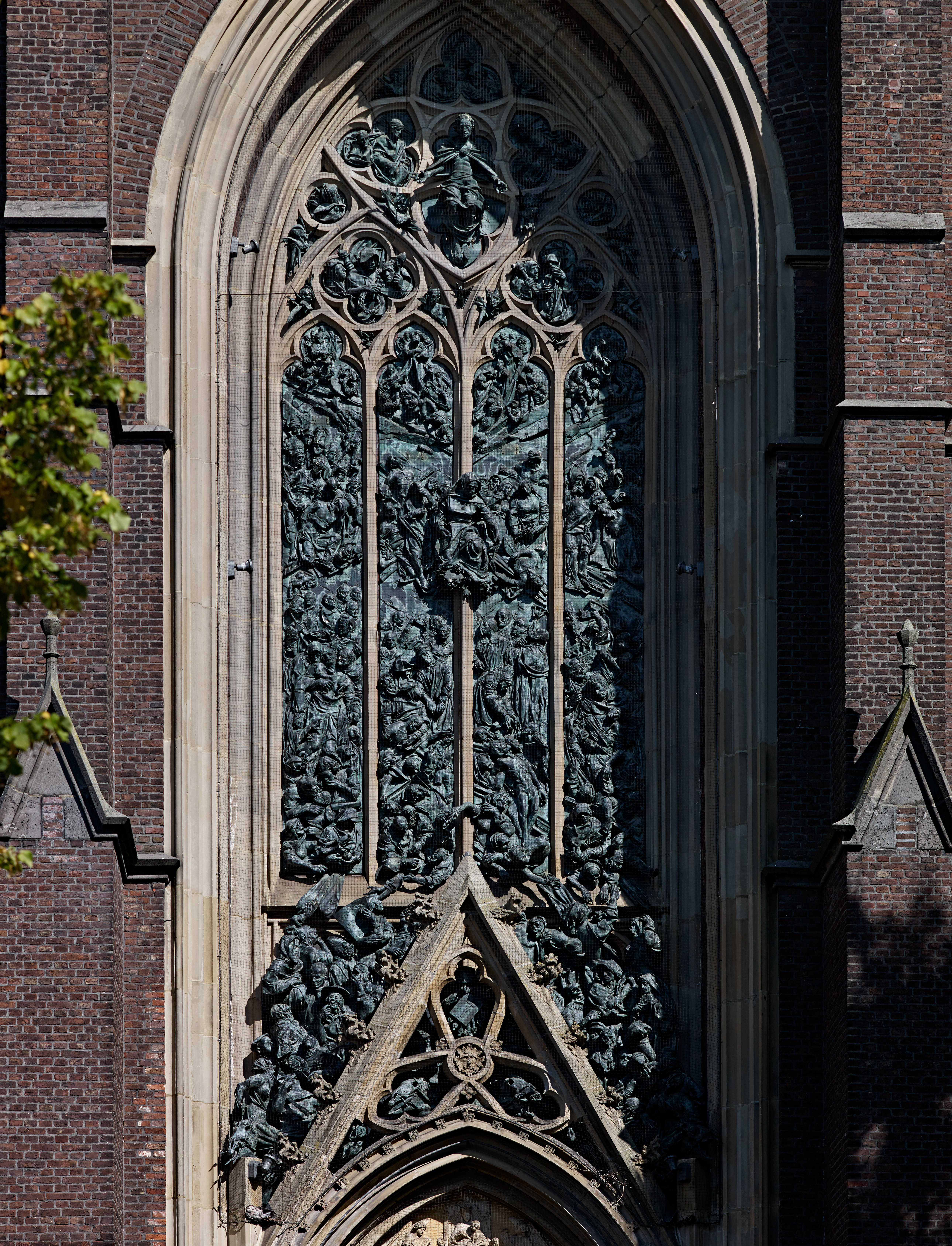
Bronzerelief „Der wiederkehrende Christus“ (Kevelaerer Apokalypse).
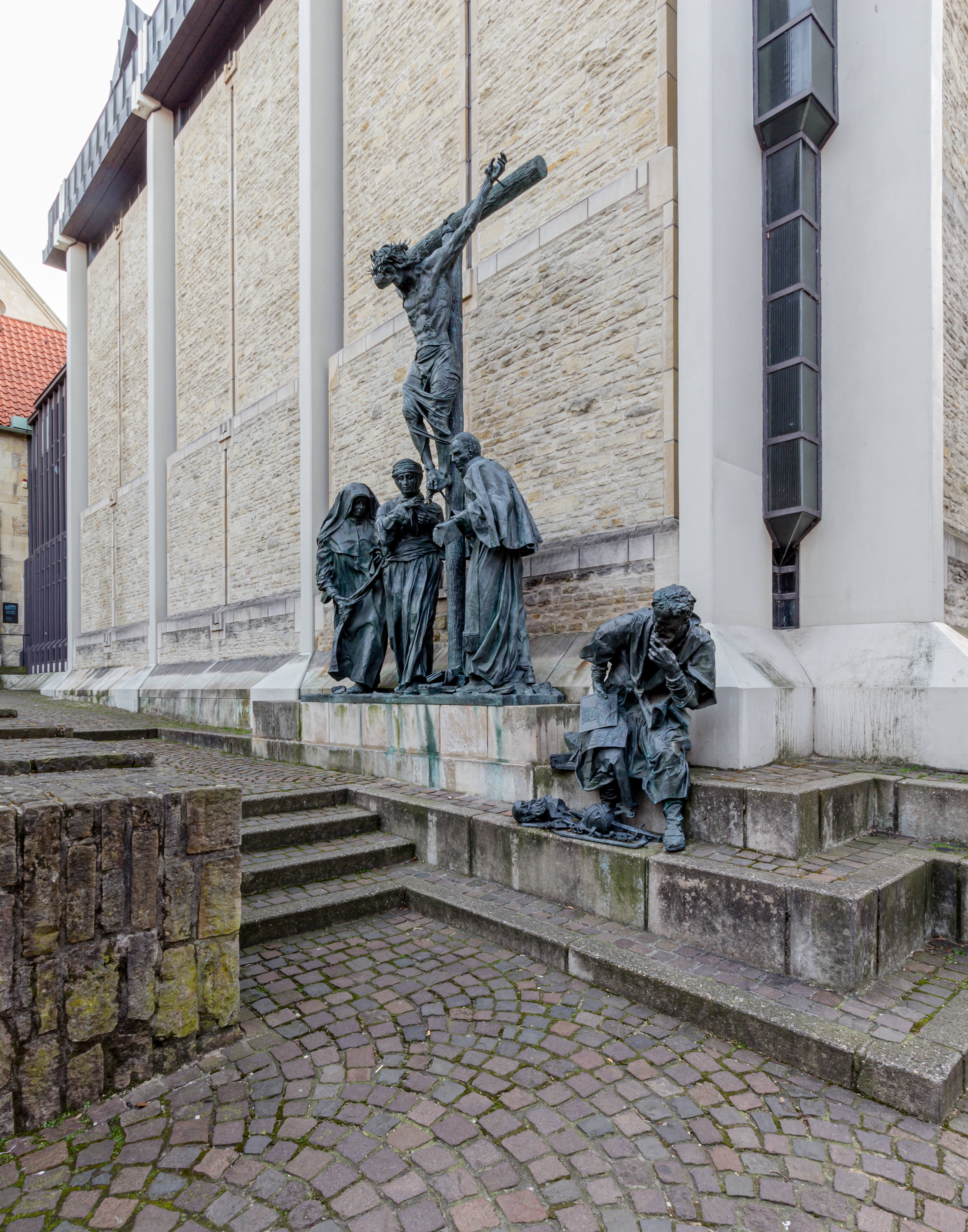
Kreuzigungsgruppe St. Paulus Dom, Münster 2014
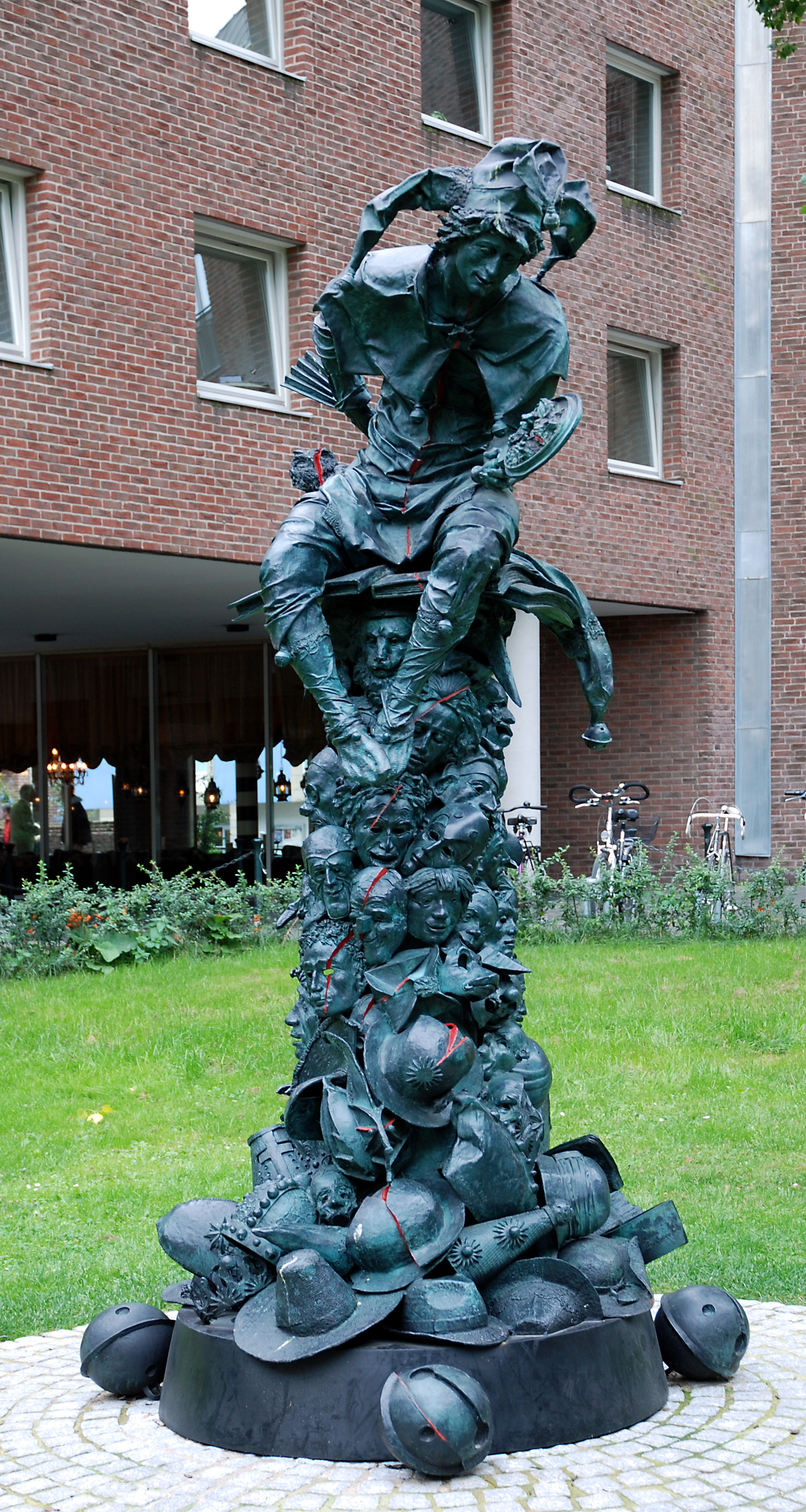
Hoppeditz
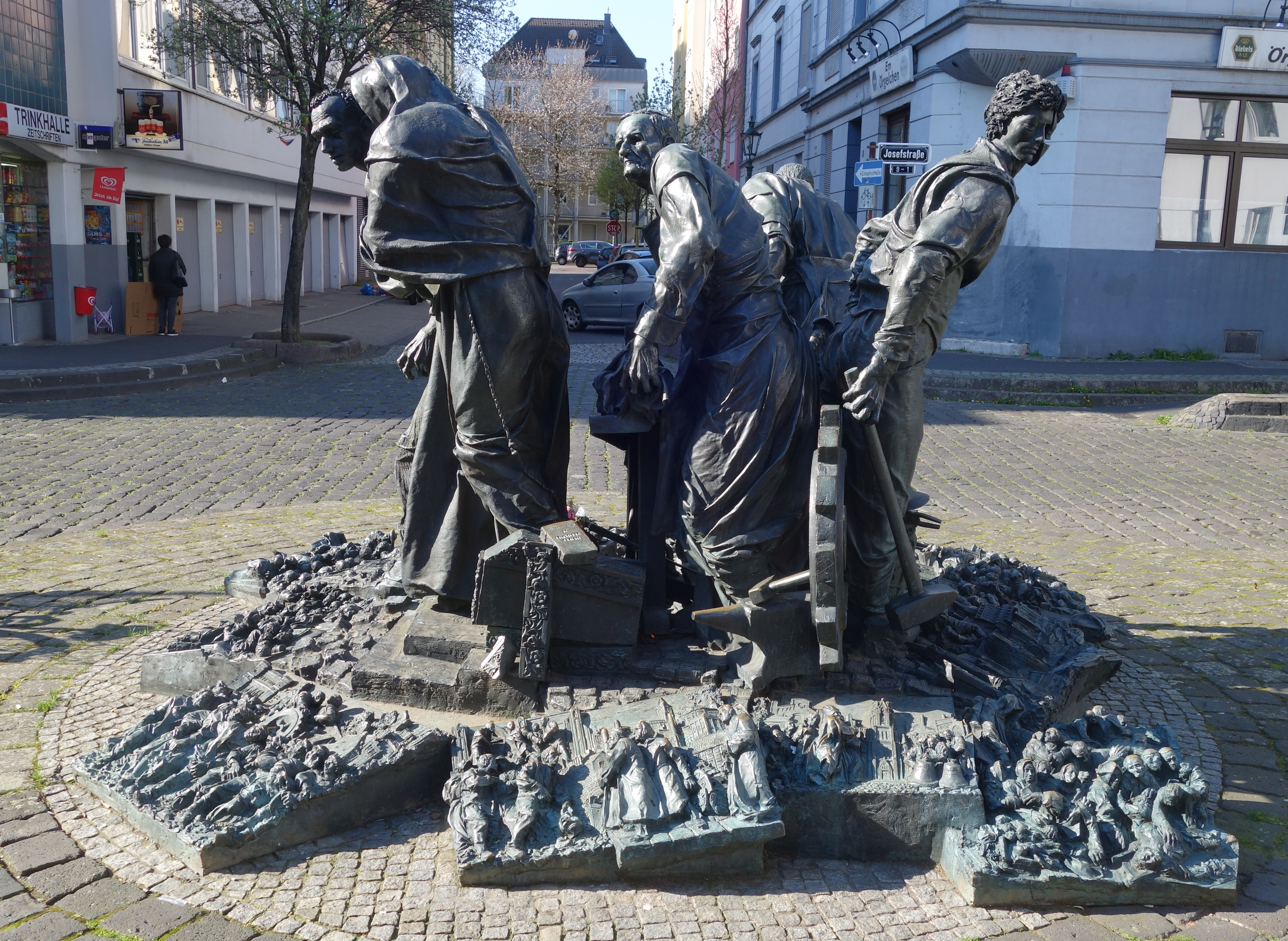
St.-Josef-Skulptur in Düsseldorf-Oberbilk
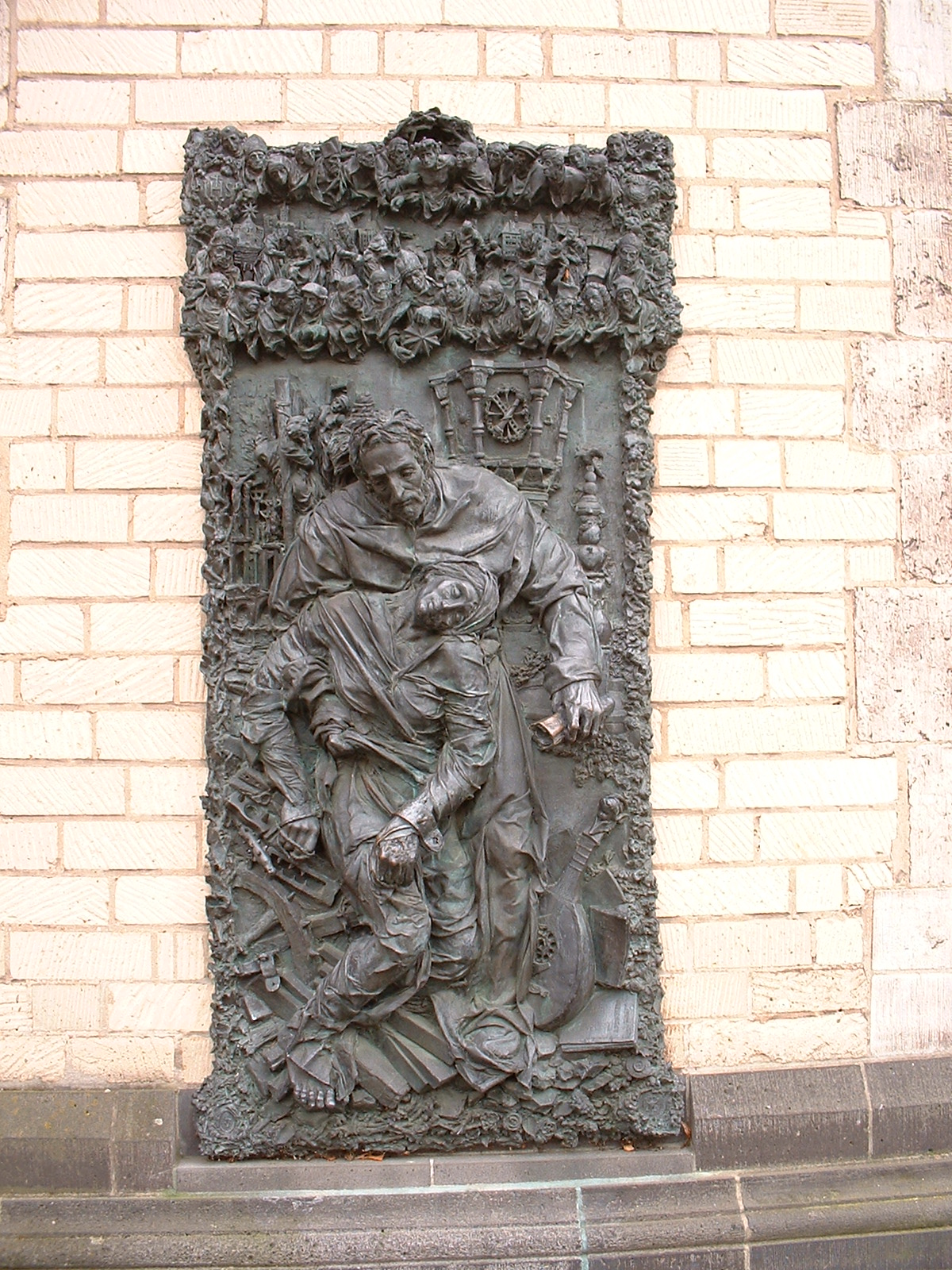
Spee-Epitaph
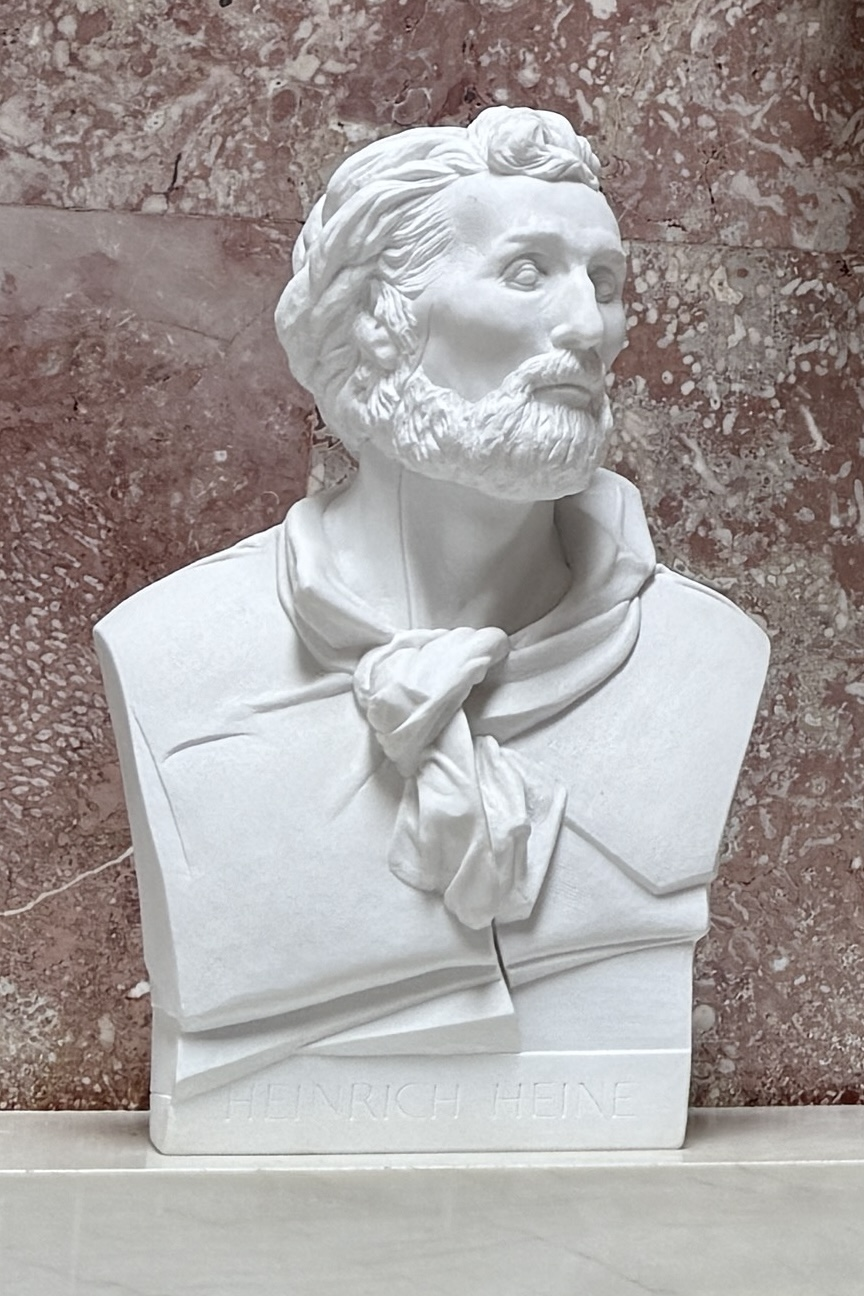
Die 2010 von Bert Gerresheim geschaffene und aufgestellte Büste in der Walhalla-Ruhmeshalle.

Als gläubiger Christ und Katholik setzte sich Gerresheim vor allem mit christlichen Themen auseinander. Seine Passionsszenen greifen die Leiden von Krieg und Verfolgung auf und schaffen so eine unmittelbare Verbindung der Leiden Christi mit der modernen Welt. Für zahlreiche Kirchen stellte er Kreuze und Ausstellungsstücke her. In Kevelaer finden sich mehr als 50 Plastiken von Bert Gerresheim. In dem Wallfahrtsort gestaltete er drei Portale der Marienbasilika. Anlässlich des XX. Weltjugendtages fertigte der Künstler im Auftrage des damaligen Kölner Erzbischofes Joachim Meisner das Gastgeschenk für den Papst, eine faustgroße, vergoldete Bronzeplastik der Heiligen Drei Könige.
Gerresheim schuf die Ehrengabe der Düsseldorfer Heinrich-Heine Gesellschaft, das Buchobjekt Die Schere der Zensur aus Bronze.

## Öffentliche Werke (Auszug)
- 1981: Heinrich-Heine-Denkmal auf dem Schwanenmarkt, Düsseldorf
- 1981: Stadtbrunnen, Wuppertal
- 1982: Kolbe-Kreuz, Düsseldorf
- 1985: Johannes-Nepomuk-Statue, Düsseldorf (an der rechtsrheinischen Rampe der Oberkasseler Brücke)[2][3]
- 1987: Altarkreuz-Kreuzweg, Kevelaer
- 1987: Taufbrunnen in der Kirche Herz-Jesu Düsseldorf-Urdenbach
- 1988: Stadterhebungsmonument, Düsseldorf
- 1989: Kreuzmahnmal, Kleve
- 1989: Papstportal Basilika, Kevelaer
- 1989: Kreuzweg für St. Martini in Wesel mit Heiligen und Märtyrern des 20. Jahrhunderts
- 1990: Portal der Nachfolge Basilika, Kevelaer
- 1990: Josef-Monument, Düsseldorf-Oberbilk
- 1991: Friedrich-Spee-Epitaph, Düsseldorf-Kaiserswerth
- 1997: Kreuzweg im St.-Paulus-Dom, Münster
- 1997: Portal Basilika, Kevelaer
- 1999: Edith-Stein-Denkmal, Köln
- 2002: Bronzerelief „Der wiederkehrende Christus“ (Apokalypse), Kevelaer
- 2004: Kreuzigungsgruppe am St.-Paulus-Dom, Münster
- 2006: Nikolaus-Groß-Memorial in der St.-Mauritius-Kirche Niederwenigern, Hattingen
- 2007: Kreuzweg der Heilig-Geist-Kirche, Bielefeld
- 2007: Popiełuszko-Denkmal, Warschau (Polen)
- 2007: Jakobus-Monument, Neuss
- 2008: Hoppeditzdenkmal, Düsseldorf
- 2008: Edith-Stein-Memorial, Berlin
- 2009: Gedenktafel am Kölner Dom für den XX. Weltjugendtag[4]
- 2010: Büste Heinrich Heines in der Walhalla, Donaustauf
- 2012: Karl-Arnold-Büste, Düsseldorf[5]
- 2020: Bronzeplastik „Bruder Tod“ auf dem Kreuzwegplatz in Werl[6]

## Auszeichnungen
- 1965: Cornelius-Preis (Förderpreis)
- 2018: Jan-Wellem-Ring der Stadt Düsseldorf[7]
- 2024: Bene Merito (Polen)[8]